# Neocondeellum japonicum
Neocondeellum japonicum är en urinsektsart som beskrevs av Nakamura 1990. Neocondeellum japonicum ingår i släktet Neocondeellum och familjen Protentomidae. Inga underarter finns listade i Catalogue of Life.